# جون ماكفرلين (لاعب كرة قدم)
جون ماكفرلين (بالإنجليزية: John McFarlane)‏ هو لاعب كرة قدم ومدرب كرة قدم بريطاني، (و. 1911  م). لعب مع دارلينجتون إف سى ونادي ليفربول ونادي نورثامبتون تاون ونادي هاليفاكس تاون ونادي ووستر سيتي.